# Ненад Милосављевић
Ненад Милосављевић, познатији као Неша Галија (Ниш, 6. фебруар 1954) српски је певач, музичар, композитор и политичар. Најпознатији је као фронтмен српске рок групе Галија, познате на територији бивше Југославије.

## Каријера
Као млад, био је под великим утицајем хипи покрета. Свирао је по парковима и плажама Јадранске обале, свирајући познате рок песме на акустичној гитари и хармоници. Године 1974, свирао је на Омладинском фестивалу у Суботици. Такође је свирао на Београдском пролећу, и почео је да пише музику за позоришне представе. Писао је музику за позориште Трећа половина. Почео је да свира у групи Два Лустера, а 11. априла 1977. године је имао концерт у Народном позоришту у Нишу.
Недуго затим, променили су име групе у Галија. Две године потом су објавили свој први албум „Прва пловидба“, са братом Ненада Милосављевића, Предрагом, као новим чланом групе. Укупно су објавили тринаест студијских албума, и постали једна од познатијих група на рок сцени некадашње Југославије, као и у Србији. Током кризних времена 1990-их, Ненад Милосављевић и група Галија су били повезивани са Социјалистичком партијом Србије, и њеним бившим режимом. Са братом Предрагом Милосављевићем је један од оснивача рок групе Галија. Група је основана 1976. године.
Неша Галија је марта 2013. са песмом Ружа од барута учествовао на такмичењу Беосонг 2013, на коме је у полуфиналу био осми са 1.495 СМС гласова. Победу је однела група Моје 3.
Дана 16. априла 2014. године, Ненад Милосављевић је на листи СПС-ПУПС-ЈС изабран за народног посланика у Народној скупштини Републике Србије.

## Дискографија
- Прва пловидба (1979)
- Друга пловидба (1980)
- Ипак верујем у себе (1982)
- Без наглих скокова (1984)
- Дигни руку (1986)
- Далеко је Сунце (1988)
- Корак до слободе (1989)
- Историја, ти и ја (1991)
- Караван (1994)
- Тринаест (1996)
- Волети волети (1997)
- Јужњачка утеха (1999)
- Добро јутро, то сам ја (2005)
- Место поред прозора (2010)

Компоновао је музику за филм Зона Замфирова.